# Fugleinfluenza i Danmark
I oktober 2021 blev der igen konstateret Fugleinfluenza i Danmark.  I første omgang var det blandt vilde fugle, men smitten blev 1. november  påvist i en kalkunbesætning med ca. 28.000 dyr og 3. november i et mindre hobbyhold med høns, ænder og gæs, begge besætninger på Sydvestsjælland. Det er typen H5N1 der er den dominerende.  der har fra 1. november 2021 til 23. januar 2022 været i alt 8 udbrud i besætninger og en række fund blandt vilde fugle.
Trusselsniveauet for fugleinfluenza er igen hævet i december 2024.

## 2006
Den 15. marts 2006 blev der første gang konstateret fugleinfluenza af typen H5N1 blandt vilde fugle i Danmark. Fundet skete på Svinø Strand i Vordingborg Kommune på Sjælland. I tiden derefter blev der fundet fugleinfluenza på en række andre lokaliteter i Sønderjylland, Sjælland, Fyn og Bornholm. I forbindelse med hvert fund blev der iværksat en række foranstaltninget for at sikre, at virus ikke skulle sprede sig til hobbybesætninger samt hunde eller katte. Blandt disse foranstaltninger var blandt andet regler om, at alt fjerkræ skulle holdes under tag og restriktioner for muligheden for at transportere fjerkræ rundt i landet.
Den 5. juni 2006 blev det sidste tilfælde af fugleinfluenza konstateret i Danmark. Dermed var sygdommen på dette tidspunkt i alt konstateret på 28 lokaliteter i Danmark. Det er i de fleste tilfælde bekræftet, at der er tale om den særligt smitsomme variant H5N1. Den 18. maj 2006 blev det første og eneste tilfælde af fugleinfluenza i tamme fugle konstateret, hvilket skete i en hobbybesætning i Hundslev ved Kerteminde på Fyn. Den 5. juli 2006 blev der gjort endnu et fund af fugleinfluenza i tamfugle; denne gang ved Viborg i Jylland.
Den 26. juni 2006 blev det meddelt, at restriktionerne mod spredning af virus gradvist ville blive ophævet. Dette betød, fjerkræ fra denne dato ikke længere behøver at blive holdt under tag, da årets store fugletræk på dette tidspunkt var overstået. Fodring og vanding skulle dog stadig foretages under tag for at begrænse kontakt med vilde fugle. Den 30. juni 2006 blev de sidste restriktioner mod fugleinfluenza i Danmark ophævet.

## Indsatsen mod spredning af smitte
Den 13. oktober 2005 – altså ca. fem måneder før det første fund – offentliggjorde Familie- og forbrugerminister Lars Barfoed den første handlingsplan for håndtering af fugleinfluenza i Danmark. Denne handlingsplan indeholdt fx initiativ til igangsætning af øget ovevågning af udegående høns og ænder samt skærpede betingelser for udsætning af opdrættede vildænder i naturen. Disse initiativer skulle bl.a. sikre, at en et udbrud af smitte blev konstateret så tidligt som muligt. Rapporten indeholdt også formuleringer af konkrete tiltag til iværksættelse i det tilfælde, smitten skulle blive konstateret i Danmark. Senere, da smitten var blevet fundet på adskillige lokaliteter, blev disse tiltag sat i værk. Der var bl.a. tale om:
- sikring af fjerkræstalde mod indtrængen af vilde fugle.
- Indførelse af et midlertidigt forbud mod udegående fjerkræ eller påbud om overdækning i zoner, hvor der er udbrud af højpatogen fugleinfluenza.
- Indførelse af ”early warning system”, hvilket forpligter besætningsejere til at reagere ved veldefinerede symptomer.[4]

Hensigten med disse tiltag var at undgå, at smitten fra de døde fugle skulle spredes til andre vildfugle, hobbybesætninger og hunde eller katte. I håb om at isolere smitten blev især områderne omkring steder med fund af fugle med H5N1-virus desuden finkæmmet af hjemmeværnsfolk. Døde fugle, der blev fundet under disse aktioner, blev sendt til destruktion, medmindre der var tale om flere døde fugle på samme sted. I et sådant tilfælde blev fuglene opsamlet med henblik på en nærmere undersøgelser, der skulle vise, om de indeholdte smitte.

### Zoneopdeling efter fund
Omkring steder med fund af smittede fugle iværksatte Fødevarestyrelsen en zoneopdeling. I den forbindelse blev der oprettet to typer af zoner: beskyttelseszoner og overvågningszoner. I begge zoner blev reglerne for privat hold af fjerkræ strammet, såleds alt hobbyfjerkræ skulle holdes indendøre og under tag. Desuden blev alle hobbyfjerkræavlere registreret, således det var muligt at føre kontrol med, om de nye regler blev overholdt. Desuden blev al jagt på vilde fugle forbudt.
Beskyttelseszonerne havde en radius på tre km fra fundet. Her var det blandt andet forbudt at flytte fjerkræ fra én bedrift til en anden og at sende rugeæg samt fersk eller tilberedt kød fra zonens fjerkræbesætninger ud af zonen. Overvågningszonerne havde en radius på 10 km fra fundet. Her var det blandt andet forbudt at flytte fjerkræ ud af zonen i de første 15 dage efter dens oprettelse og at samle fjerkræ fx i forbindelse med markeder og udstillinger.
Meningen var desuden, at området indenfor beskyttelseszonerne skulle kunne ophæves, når hobbyfjerkræ indenfor zonen var undersøgt tilstrækkeligt til, at det kunne sikres, at smitten ikke havde bredt sig ud over vildfuglebestanden. Styrelsen krævede dog 21 dage uden nye fund før beskyttelseszonen kunne ophæves og 30 dage for overvågningszonen.

## Det første fund: Svinø Strand
Den 15. marts 2006 blev blev der første gang konstateret fugleinfluenza i Danmark. Det skete, da der på Svinø Strand i Vordingborg Kommune blev fundet en musvåge, der viste sig at være bærer af H5-stammen. Fundet førte til oprettelsen af beskyttelses- og overvågningszoner. Den 16. marts oplyste Danmarks Fødevareforskning, at fuglen var smittet med den farlige H5N1-variant. Den 19. marts 2006 bekendtgjorde Statens Serum Institut, at en kortlægning af virussets arvemasse viste, at det er beslægtet med dét, der også var fundet i blandt andet Iran, Irak, Italien og Nigeria og forskelligt fra dét, der var fundet i Vietnam og Thailand. Samme dag fandt hjemmeværnsfolk desuden yderligere 58 døde fugle (fortrinsvis måger og svaner) ved Svinø. Den 28. marts 2006 modtog man en endelig bekræftelse fra EU's referencelaboratorium i Storbritannien om, at musvågen var smittet med H5N1 virus identisk med det fundet i bl.a. Tyskland og Polen.

## Spredning til tamfugle
Den 18. maj 2006 blev det offentliggjort, at det første fund af fugleinfluenza blandt ikke-vilde fugle var fundet hos en privat hobbyavler ikke langt fra Kerteminde. Der blev i denne forbindelse skelnet mellem decideret tamme fugle, fugle opdrættet til erhvervsbrug (f.eks. slagtning) eller små hobbybesætninger. Fødevarestyrelsen iværksatte straks aflivning af besætningens øvrige fugle og udstedte i samme forbindelse omgående et eksportforbud gældende for samtlige fjerkræbesætninger i Fyns Amt. Fødevarestyrelsen mente, at hobbyavleren ikke havde overholdt reglerne om overdækning og indhegning af fuglene og indskærpede derfor, at overtrædelse af reglerne kan medføre politianmeldelse.
Den 5. juli 2006 blev der konstateret fugleinfluenze af typen H5 hos en besætning i Viborg i Jylland. Fundet førte til at adskillige tudsinde fugle blev aflivet. Da dette fund ikke drejer sig om den farlige H5N1 – men den knap så farlige H5 – blev der ikke oprettet sikkerheds- og overvågningszoner omkring fundet. I stedet blev der foretaget en afmærkning af området i en radius af en km fra fundet.
Ved smittespredning til tamfugle har udlandet ret til at indføre totale importforbud for dansk fjerkræ. I første omgang foventede man, at det vil være lande udenfor EU, som vil indføre disse restriktioner.

## Oversigt over fund af fugleinfluenza
Følgende tabel viser en oversigt over lokaliteter med fund af fugleinfluenza i Danmark i perioden 15. marts 2006 (fra det første fund) til 30. juni 2006 (til alle zoner blev endeligt ophævet), samt hvornår Fødevarestyrelsen har ophævet beskyttelses- og overvågningszonerne i området.
| Lokalitet        | Landsdel   | Konstatering af H5 | Konstatering af H5N1 | Zonerne ophævet |
| ---------------- | ---------- | ------------------ | -------------------- | --------------- |
| Svinø Strand     | Sjælland   | 15. marts 2006     | 16. marts 2006       | 21. april 2006  |
| Ærøskøbing       | Fyn og øer | 17. marts 2006     | 20. marts 2006       | 8. maj 2006     |
| Frederikssund    | Sjælland   | 20. marts 2006     | 24 marts 2006        | 4. maj 2006     |
| Præstø           | Sjælland   | 22. marts 2006     | 25. marts 2006       | 5. maj 2006     |
| Drejø            | Fyn og øer | 24. marts 2006     | 29. marts 2006       | 8. maj 2006     |
| Guldborg Sund    | Sjælland   | 25. marts 2006     | 29. marts 2006       | 1. maj 2006     |
| Svendborg        | Fyn og øer | 25. marts 2006     | 29. marts 2006       | 8. maj 2006     |
| Fåborg           | Fyn og øer | 27. marts 2006     | 31. marts 2006       | 8. maj 2006     |
| Nysted           | Sjælland   | 27. marts 2006     | 31. marts 2006       | 1. maj 2006     |
| Stubbekøbing     | Sjælland   | 27. marts 2006     | 31. marts 2006       | 1. maj 2006     |
| Skibby           | Sjælland   | 27. marts 2006     | 31. marts 2006       | 4. maj 2006     |
| Sønderborg (Als) | Jylland    | 29. marts 2006     | 5. april 2006        | 4. maj 2006     |
| Kegnes (Als)     | Jylland    | 30. marts 2006     | 5. april 2006        | 4. maj 2006     |
| Vang             | Bornholm   | 31. marts 2006     | 5. april 2006        | 27. april 2006  |
| Skælskør         | Sjælland   | 31. marts 2006     |                      | 24. april 2006  |
| Bandholm         | Sjælland   | 1. april 2006      | 10. maj 2006         | 24. april 2006  |
| Faaborg          | Fyn        | 1. april 2006      | 5. april 2006        | 8. maj 2006     |
| Nysted           | Sjælland   | 6. april 2006      | 13. april 2006       | 1. maj 2006     |
| Ullerslev        | Fyn        | 7. april 2006      |                      | 8. maj 2006     |
| Hornbæk          | Sjælland   | 7. april 2006      | 13. april 2006       | 3. maj 2006     |
| Skælskør         | Sjælland   | 10. april 2006     |                      | 24. april 2006  |
| Præstø           | Sjælland   | 10. april 2006     | 13. april 2006       | 5. maj 2006     |
| Skibby           | Sjælland   | 10. april 2006     | 15. april 2006       | 4. maj 2006     |
| Gråsten          | Jylland    | 2. maj 2006        | 10. maj 2006         | 30. maj 2006    |
| Hundslev*        | Fyn og øer | 18. maj 2006       | 19. maj 2006         | 30. juni 2006   |
| Hundslev***      | Fyn og øer | 29. maj 2006       |                      | 30. juni 2006   |
| Tommerup         | Fyn og øer | 2. juni            |                      | Ikke oprettet   |
| Viborg*,**       | Fyn og øer | 5. juli 2006       |                      |                 |

(*) Disse fund blev gjort i en besætning af tam-fugle.

(**) Dette fund var efter nærmere undersøgelser ikke af typen H5N1, men af den ikke nær så smitsomme H5N3.

(***) Husskade smittet med fugleinfluenza. Første gang H5 findes i en spurvefugl.

## Etablering af pandemiplan
Sundhedsministeriet har iværksat udarbejdelsen af en pandemiplan, der bl.a. opstiller retningslinjer for, hvordan begivenhederne skal tackles, hvis den danske fugleinfluenza ændrer sig til også at være farlig for mennesker. Planen ventes færdig til april 2006.